# يارين
يارين تقع بلديّة يارين في قضاء صور أحد أقضية محافظة الجنوب هذه المحافظة هي واحدة من ثمان محافظات يتشكل منها لبنان الإداري. تبعد يارين حوالي 115 كلم (71.461 مي) عن بيروت عاصمة لبنان. ترتفع حوالي 420 م (1) (1378.02 قدم - 459.312 يارد) عن سطح البحر وتمتد على مساحة تُقدَّر بـ 327 هكتاراً (3.27 كلم²- 1.26222 مي² (2)).